# زیگ (آلبوم)
زیگ (به انگلیسی: Zig) پنجمین آلبوم استودیویی از خواننده-ترانه‌پرداز آمریکایی پاپی می‌باشد که در ۲۷ اکتبر سال ۲۰۲۳ از سوی سومرین منتشر گردید.